# Gino Vos
Gino Vos (Oss, 6 juli 1990) is een Nederlands professioneel dartsspeler. Zijn bijnaam is The Fox.
Vos debuteerde op zijn 18e in de Tsjechisch Open en was meteen finalist. In 2009 versloeg hij tijdens de Winmau World Masters Ross Smith, maar hij verloor van Ted Hankey.
Vos (rechtshandig) stapte in 2012 over van de BDO naar de PDC en speelde mee met meerdere Europese toernooien tijdens de PDC Pro Tour en stond in de top 70 van de wereld.
Hij plaatste zich voor de PDC World Darts Championship 2013 maar lootte meteen de titelverdediger Adrian Lewis en bood redelijk tegenstand. Hij verloor echter wel met 3-1.
In de voorronde van de PDC World Darts Championship 2014 verliest hij van Royden Lam uit Hong Kong en moet al meteen weer uit Londen vertrekken.
In 2015 stapte Vos weer over terug naar de BDO. Daar wist hij in 2020 zijn debuut te maken op het BDO Wereldkampioenschap. Hierin verloor hij in de eerste ronde van landgenoot Martijn Kleermaker.

## Resultaten op Wereldkampioenschappen

### BDO
- 2020: Laatste 32 (verloren van Martijn Kleermaker met 0-3)

### PDC
- 2013: Laatste 64 (verloren van Adrian Lewis met 1-3)
- 2014: Voorronde (verloren van Royden Lam met 1-4)

### PDC World Youth Championship
- 2012: Laatste 16 (verloren van Michael van Gerwen met 4-5)